# 史提芬·高華斯
斯特凡·科瓦奇 （匈牙利語：Kovács István；1920年10月2日—1995年5月12日）曾帶領自己的球隊贏得15項主要錦標。這位羅馬尼亞的匈牙利族人，在70年代帶領阿積士，令阿積士成為當時的世界級勁旅。

## 執教球隊榮譽
布加勒斯特星 Steaua București
- 罗马尼亚足球甲级联赛冠军：1967/1968
- 罗马尼亚杯冠军：1968/1969, 1969/1970

阿贾克斯 Ajax
- 荷兰足球甲级聯賽冠军：1971/1972, 1972/1973
- 荷兰杯冠军：1971/1972
- 欧洲冠军联赛冠军：1971/1972, 1972/1973
- 欧洲超级杯冠军：1972
- 丰田杯冠军：1972

帕纳辛奈科斯 Panathinaikos
- 希腊足球杯冠軍﹕1981/1982